# Flik 16
La Fliegerkompanie 16 (abbreviata in Flik 16) era una delle squadriglie della Kaiserliche und Königliche Luftfahrtruppen.

## Storia

### Prima guerra mondiale
La squadriglia fu fondata nel 1914, prima dello scoppio della prima guerra mondiale. Il 13 ottobre era nella riserva per ulteriori corsi di formazione presso il campo volo di Sankt Veit an der Glan. Dopo la dichiarazione di guerra dell'Italia va ad Aisovizza e nel giugno 1915 è a Seebach di Villach con gli Aviatik B.II nell'Armeegruppenkommando (Comando di Gruppo d'Armate) G.d.K. Franz Rohr (Armeegruppe von Rohr) del Generale Franz Rohr von Denta in Carinzia per difesa della frontiera sulle Alpi Carniche. 
Nel settembre 1915 arriva il pilota Raoul Stojsavljevic.
Il 14 febbraio 1916 la squadriglia, insieme alle Flik 7 e Flik 17, inviò quattro aerei nel primo bombardamento a lunga distanza contro Milano. 
Dal 4 luglio al 1º settembre 1916, Stojsavljevic riuscì ad ottenere quattro vittorie, tre delle quali in collaborazione con Josef Friedrich, che operava a bordo dell'aereo in qualità di osservatore.
Il 4 luglio il Farman del Caporale Arturo Cortellini e dell'osservatore Tenente Italo Tacchini della 29ª Squadriglia viene abbattuto su Malborghetto-Valbruna, in territorio austro-ungarico, dall'Hansa-Brandenburg C.I di Stojsavljevic e Friedrich.
Il 16 settembre, sul Monte Stol, ad ovest di Caporetto, Francesco Baracca, Fulco Ruffo di Calabria e Luigi Olivari della 70ª Squadriglia caccia abbattono il Lloyd C.III del pilota Franz Morozko e dell’osservatore Anton von Csáby.
Il 31 ottobre ancora il soldato Olivari attacca l'Hansa-Brandenburg C.I del Caporale Fritz Fuchs e dell'osservatore Pasiut che si abbassa per poi distruggersi atterrando a Dobrova.
Il 25 novembre Baracca consegue la sua vittoria nella tarda mattinata a Tolmezzo con 30 colpi di mitragliatrice ai danni del Brandenburg C.I dell'osservatore Kálmán Sarközy che rimane ferito e prigioniero e di Fritz Fuchs, il quale non sopravvisse al duello.
Nel maggio-giugno 1917 è a Seebach di Villach con 9 Hansa-Brandenburg C.I e 3 Hansa-Brandenburg D.I.
Nel luglio 1917, l'Aeronautica fu riorganizzata e diventa a servizio di Divisione (Divisioni-Kompanie, Flik 16D). 
Stojsavljevic rientrato al reparto come comandante conseguì ulteriori due vittorie a spese di altrettanti Farman, il 14 e 23 luglio 1917. Le ultima due le colse il 7 settembre, e il 21 novembre a spese di altrettanti SAML, mentre volava sui nuovi Albatros D.III.
Il 21 novembre il SAML dei Tenenti Mario Vannuccini ed osservatore Antonio Mangano della 114ª Squadriglia viene abbattuto su Feltre e Stojsavljevic arriva alla 10ª vittoria.
Il 24 ottobre 1917, fu trasferita a Seebach nell'Isonzo Armee nell'esercito di Konrad Krafft von Dellmensingen partecipando alla Battaglia di Caporetto sempre al comando dell'Hptm Stoisavljevic. La sua base era a Villaco. 
Il 12 gennaio 1918, mentre Stojsavljevic stava svolgendo una missione di ricognizione su un Hansa-Brandenburg C.I, fu abbattuto vicino a Seren del Grappa da un aereo del No. 66 Squadron RFC.
Nel settembre 1918 fu classificata a servizio nei corpi (Korps-Kompanie, Flik 16K). Il 15 ottobre la Flik 16/K va nel Armeegruppe Belluno o gruppo bellunese dell'esercito ed inviata a Feltre al comando dell'Hptm Erwin Schwarzböck con 4 HB C.I e 2 Ufag C.I.
Dopo la guerra, fu eliminata con l'intera aviazione austriaca.
Tra le sue file ci furono gli assi Raoul Stojsavljevic che ne fu anche il comandante ottenendo 9 successi nella squadriglia e Josef Friedrich che ne ottenne 5.